# 捷運先導公車
捷運先導公車為臺灣規劃中或興建中捷運線之先行體驗公車路線，設置目的包括：協助捷運路線規劃作業、培養大眾運輸運量、形塑高齡友善之運輸環境等等。

臺灣從北至南，台北市、新北市、桃園市、台中市、臺南市與高雄市等地區設有捷運先導公車路線。

## 臺北市
配合環狀線的南北東環段進入施工階段，台北市交通局將三條臺北市市區公車路線轉型為具先導公車性質的幹線公車：
- 北環幹線，為環狀線北環段之先導公車，2023年6月30日由光華巴士和大有巴士聯營的620路線轉型。
- 南環幹線，為環狀線南環段之先導公車，2024年7月1日由臺北客運綠1路線轉型。
- 東環幹線，為環狀線東環段之先導公車，2024年7月1日由大都會客運綠16路線轉型。

## 新北市

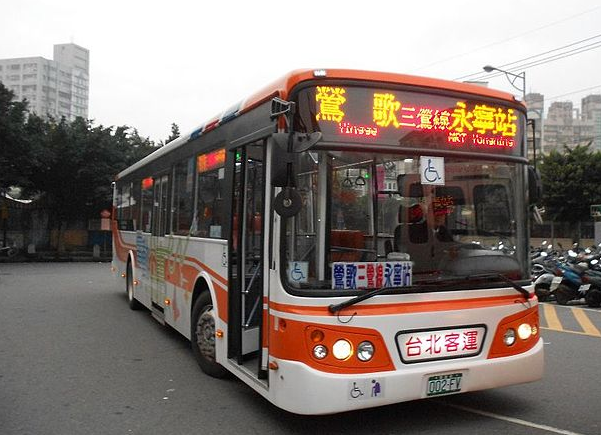
台北捷運三鶯線先導公車，為新北市第一條先導公車路線。

- 新北捷運三鶯線先導公車（981路線），為三鶯線之先導公車，2011年12月2日由臺北客運闢駛。
- 台北捷運環狀線先導公車（982路線），為臺北捷運環狀線之先導公車，2011年12月19日由首都客運、大都會客運聯合闢駛。
- 捷運淡海線先導公車（983路線），為淡海輕軌之先導公車，2012年12月24日由淡水客運闢駛。
- 台北捷運萬大樹林線先導公車（985路線），為臺北捷運萬大樹林線之先導公車，2013年12月31日由三重客運闢駛。

## 桃園市

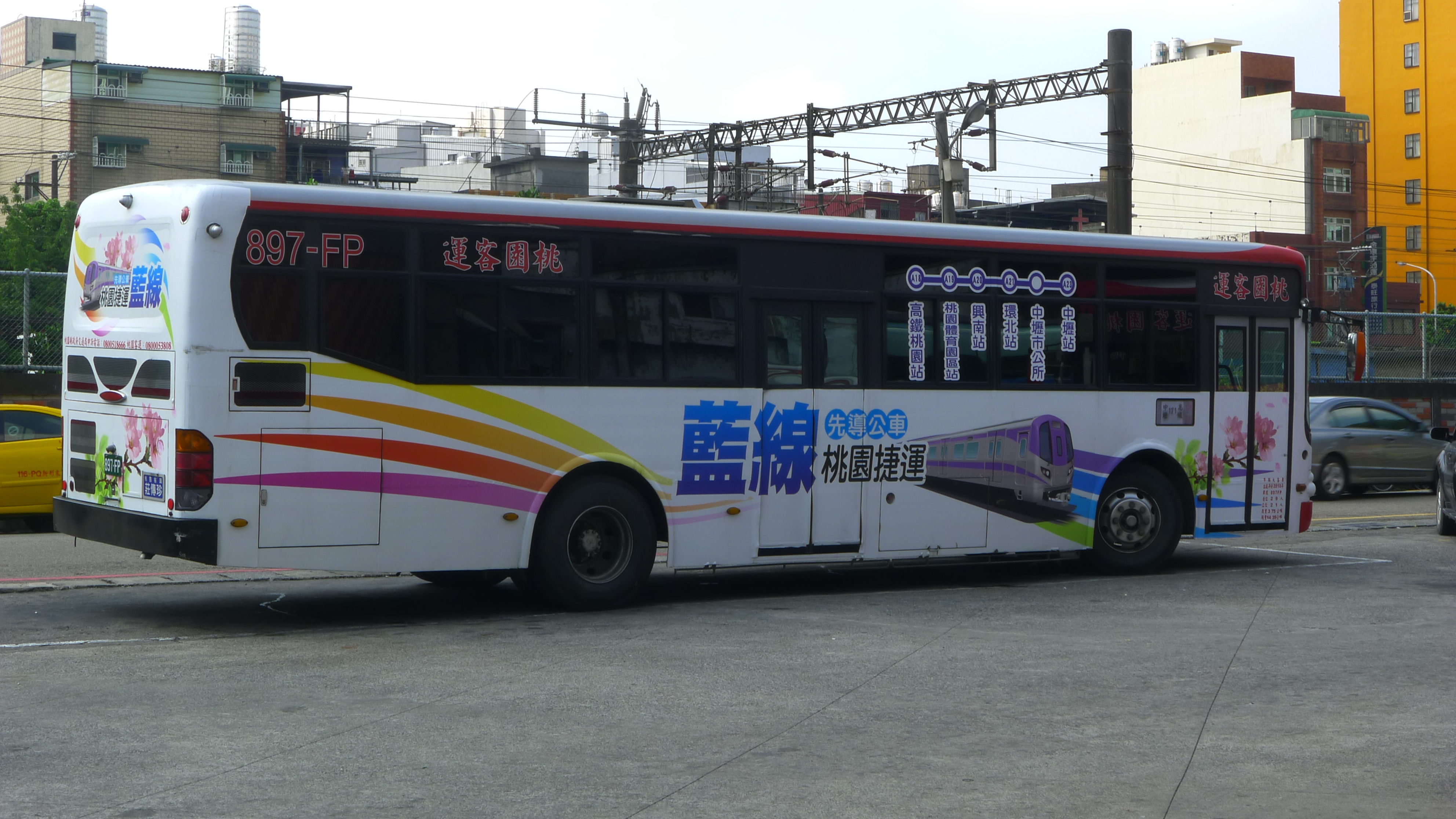
桃園捷運藍線先導公車，攝於2014年8月。

- 桃園捷運棕線先導公車，為桃園捷運棕線之先導公車，2012年10月17日由桃園客運、中壢客運聯合闢駛。
- 桃園捷運綠線先導公車，為桃園捷運綠線之先導公車，GR路線於2013年10月22日由桃園客運和長榮國際儲運闢駛（後者已退出），GR2路線於2014年6月4日由桃園客運闢駛。
- 桃園捷運紅線先導公車，為桃園捷運紅線之先導公車，2014年8月1日由桃園客運闢駛。
- 桃園捷運藍線先導公車，為桃園捷運藍線之先導公車，2014年8月1日由桃園客運闢駛。

## 臺中市
- 台中市公車800路，為臺中捷運綠線之先導公車，2018年8月29日由中鹿客運闢駛。2021年4月26日轉換為捷運綠線接駁公車「綠1」，部分路段改走漢口路、大墩路。[3]

## 臺南市
- 大台南公車70路（中華環線），為台南捷運藍線主線之先導公車，2019年3月5日由興南客運闢駛。
- 大台南公車紅幹線，為台南捷運藍線第一期延伸線之先導公車，2013年8月1日由興南客運闢駛。

## 高雄市

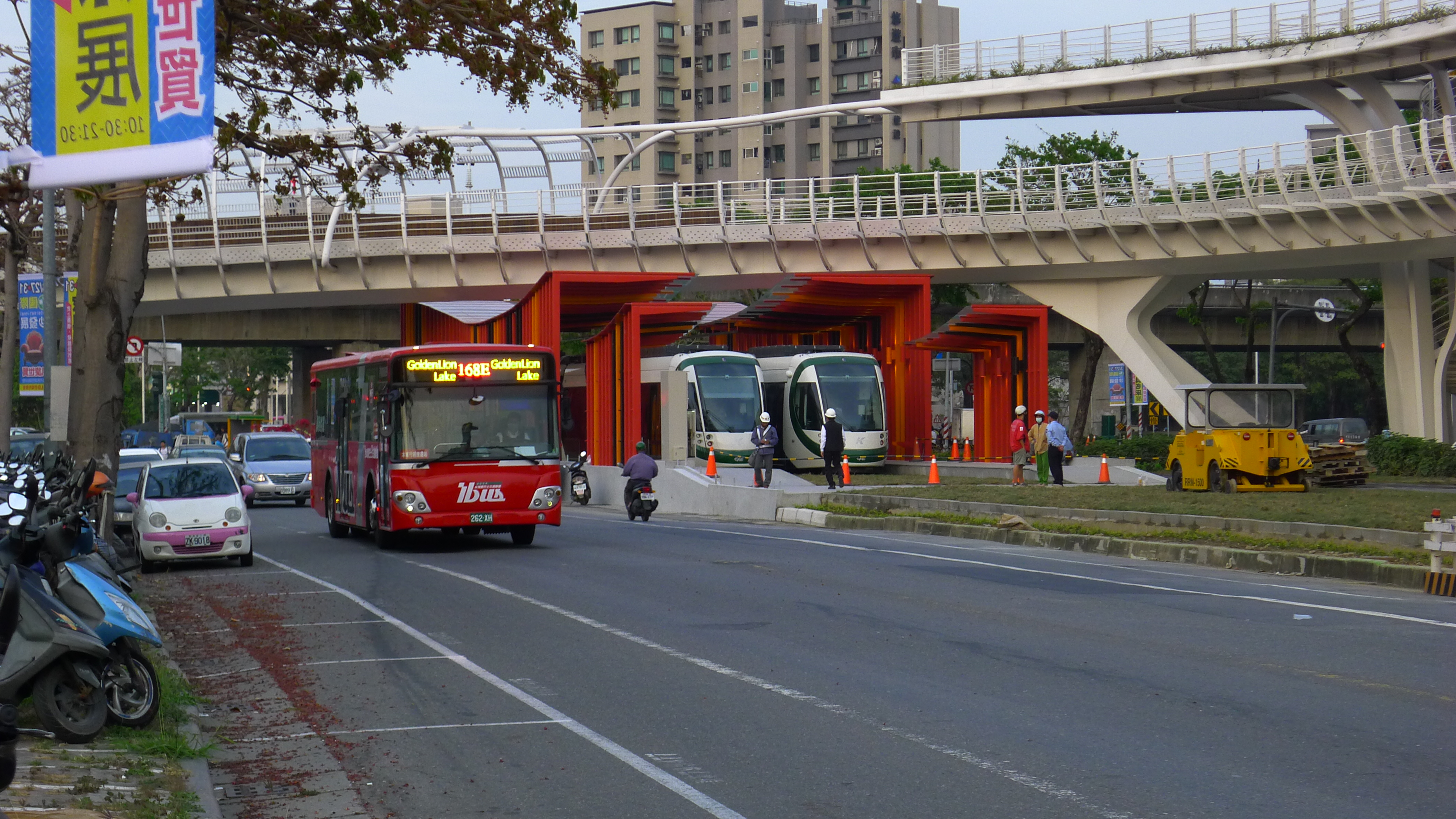
高雄捷運環狀輕軌、高雄捷運輕軌電聯車與高雄市公車環狀幹線捷運先導公車，攝於C3 前鎮之星站，2015年3月。

- 高雄市公車環狀168東幹線、168西幹線，為高雄捷運環狀輕軌之先導公車，2009年5月1日由高雄市公共汽車管理處(今港都客運)闢駛，公車處民營後改由漢程客運營運。路線名稱雖未使用「先導公車」字樣，但2010年高雄市公共汽車管理處報告有提及。[4]

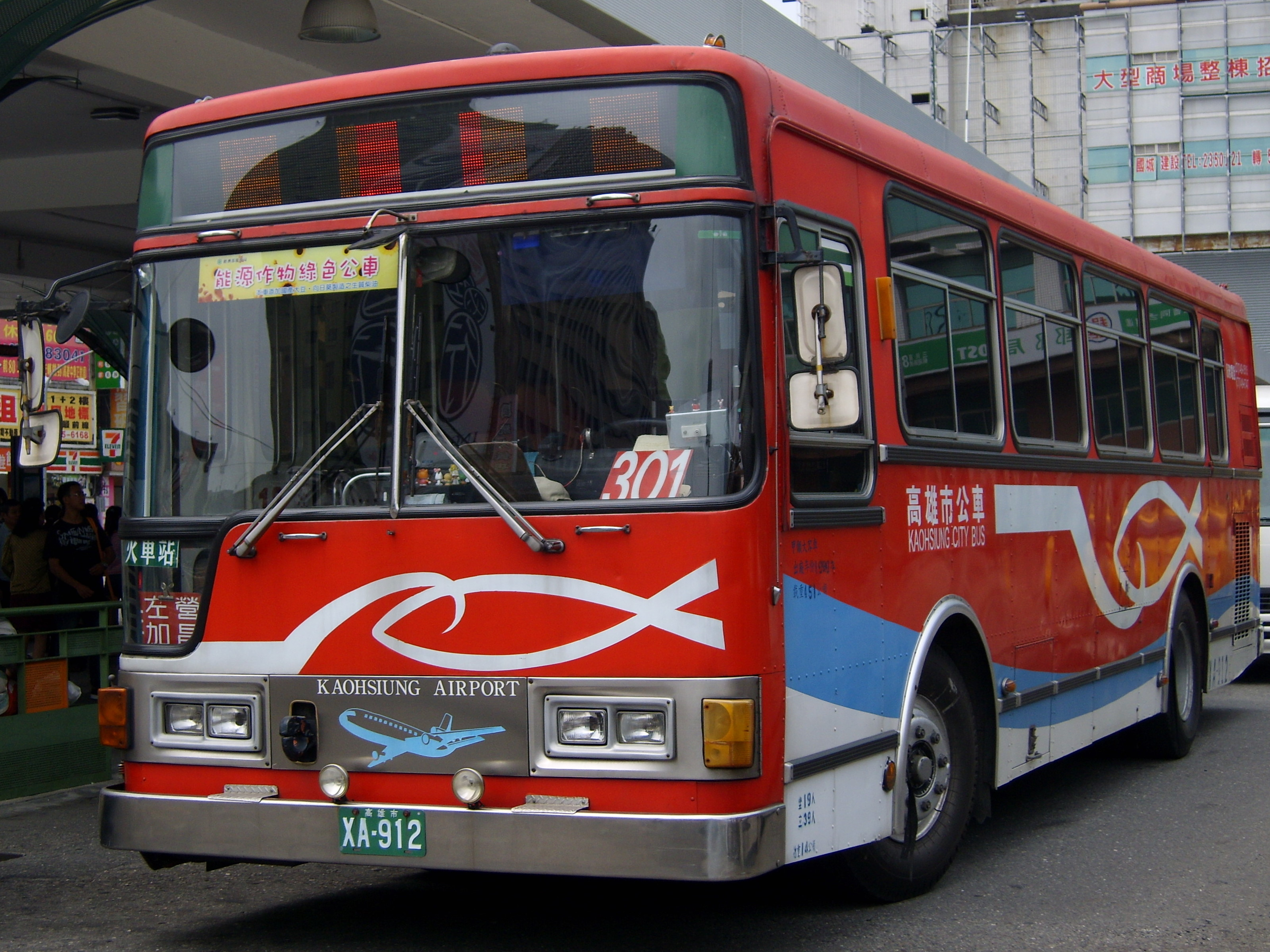
高雄捷運紅線先導公車301路（2007年塗裝）

- 過去高雄捷運路線尚未通車前，高雄市公車301路（高雄捷運紅線先導）、高雄市公車248路（高雄捷運橘線先導）兩路線曾作為實質上先導公車營運，採用捷運路線顏色作為車體塗裝，惟高雄市政府未強調為捷運先導公車。[5][6]

- 高雄捷運黃線先導公車，為高雄捷運黃線之先導公車。黃1路（輕軌旅運中心站⇄澄清湖）由漢程客運營運，2018年12月1日通車。黃2路（前鎮高中⇄澄清湖）由港都客運營運，於2018年4月1日通車。

## 已停駛之路線
- 臺北市南港展覽館站至南港站之間的接駁公車，無路線編號。
- 新北市986捷運機場線先導公車路線，為桃園國際機場捷運之先導公車，2014年10月24日由三重客運闢駛（與桃園市政府交通局合作），已在2019年4月8日停駛
- 臺中BRT海線先導車，為臺中市快捷巴士藍線西延段與北延段之先導公車，2014年11月11日闢駛，2014年12月26日停駛，又於2015年1月6日復駛，2015年2月1日正式停駛。